# Michail Borisovič Piotrovskij
Michail Borisovič Piotrovskij (in russo Михаил Борисович Пиотровский?; Erevan, 9 ottobre 1944) è un archeologo e linguista russo.
Attualmente ricopre il ruolo di direttore del Museo dell'Ermitage di San Pietroburgo.

## Carriera
Specializzatosi in lingue arabe all'Università di Leningrado, concluse il dottorato nel 1967 e poi fece l'interprete in Yemen e prese parte a una spedizione archeologica in Caucaso.